# John Eakins
Pour les articles homonymes, voir Eakins.
John F. Eakins (8 décembre 1922-16 septembre 1998) est un homme politique provincial et municipal canadien de l'Ontario. Il représente la circonscription de Victoria—Haliburton à titre de député du Parti libéral de l'Ontario de 1975 à 1990.

## Biographie
Né dans le canton de Mariposa (en), maintenant dans Kawartha Lakes en Ontario, Eakins étudie à Lindsay. Il travaille ensuite comme barbier et coiffeur.

## Carrière politique
Eakins entame une carrière politique en devenant conseiller municipal de Lindsay où il siège pendant trois ans et comme maire pendant six ans. En tant que maire, il s'occupe du jumelage de sa ville avec Nayoro dans la région d'Hokkaidō au Japon. Il sert également comme gouverneur du Fleming College, membre de la Légion royale canadienne et directeur du comté de Victoria dans la région de Kawartha Lakes.
Tentant une élection en 1967 et en 1971 dans Victoria—Haliburton, il est défait par le progressiste-conservateur Glen Hodgson lors de ces deux tentatives.
Élu contre Hodgson en 1975, il est réélu en 1977, 1981, 1985 et en 1987.
Après 22 ans dans l'opposition, les Libéraux forme un gouvernement minoritaire en 1985 et le premier ministre David Peterson le nomme ministre du Tourisme et des Loisirs le 26 juin 1985. Il conserve ce poste jusqu'au 29 septembre 1987, moment où il devient ministre des Affaires municipales. Il quitte le cabinet le 2 août 1989.
Eakins ne se représente pas lors des élections de 1990.

## Après la politique
Après sa carrière politique, il devient membre actif du Club Rotary de Lindsay en plus de nombreux autres activités communautaires. Eakins œuvre également à la création du Lindsay and District Sports Hall of Fame pour promouvoir le développement des athlètes, entraineurs et supporteurs d'activités sportives dans le comté.
Eakins meurt à Hamilton en 1998, après avoir subi des traitements contre le cancer.